# Jorge Bosmediano
Jorge Bosmediano (Iquitos, Perú, 16 de febrero de 1991) es un futbolista peruano. Juega como defensa central  y su equipo actual es el Comerciantes FC de la Liga 2 de Perú. Tiene 34 años.

## Trayectoria
Se inició en las inferiores del Club Universidad San Martín, con la que disputó partidos en el Torneo de Promoción y Reserva de 2010 demostrando buenas condiciones como defensor central. Fue visto por Gustavo Ferrín y fue convocado a selección peruana sub-20, y debido a su buen desempeño en el Torneo de Promoción y Reserva de 2010 fue uno de los considerados por Aníbal Ruiz para alternar partidos en el Campeonato Descentralizado 2011 con el primer equipo del Club Deportivo Universidad San Martín de porres. Compartió la defensa con el seleccionado nacional Aldo Corzo.
En el año 2018 fichó por UTC donde clasifica a la Copa Sudamericana. Renueva por todo el 2019 con los cajamarquinos para jugar la Copa Sudamericana.
En el 2023 fue campeón de la Liga 2 con el Comerciantes Unidos al quedar primera en la tabla acumulada, por lo cual conseguiría el ascenso a la Liga 1. Fue elegido como el mejor defensa de la Liga 2 de esa misma temporada.

## Selección nacional
Fue convocado a la selección Sub-20, para disputar partidos amistosos antes del Campeonato Sudamericano Sub-20 de 2011 de Perú.

## Clubes
| Club                      | País | Año         |
| ------------------------- | ---- | ----------- |
| Universidad San Martín    | Perú | 2011-2016   |
| Unión Huaral              | Perú | 2017        |
| Univ. Técnica de Cajamrca | Perú | 2018-2019   |
| Deportivo Coopsol         | Perú | 2021        |
| Estudiantil CNI           | Perú | 2022        |
| Comerciantes Unidos       | Perú | 2023 - 2024 |
| Comerciantes FC           | Perú | 2025 -      |